# Виланова Туло
Вилано̀ва Ту̀ло (на италиански: Villanova Tulo; на сардински: Biddanoa de Tulu, Биданоа де Тулу) е село и община в Южна Италия, провинция Южна Сардиния, автономен регион и остров Сардиния. Разположено е на 600 m надморска височина. Населението на общината е 1164 души (към 2010 г.).
 До 2005 г. общината е част от провинция Нуоро.